# Scandal (középlemez)
A Scandal a Scandal amerikai rockegyüttes öt dalt tartalmazó 1982-ben megjelent bemutatkozó középlemeze. Annak ellenére, hogy a kiadvány nem jelent meg CD lemez formájában, mégis mind az öt száma szerepel a VH1 által összeállított We Are The ’80s című Scandal-válogatáslemezen. A Win Some, Lose Some című dalt 1979-ben írták és eredetileg Bryan Adams bemutatkozó albumára került fel.

## Számlista
1. Goodbye to You (Zack Smith) - 3:46
2. Love’s Got a Line on You (Kathe Green, Z. Smith) - 3:24
3. Win Some, Lose Some (Bryan Adams, Jim Vallance, Eric Kagna, Paul Dean) - 3:47[2]
4. She Can’t Say No (Patty Smyth, Z. Smith) - 4:21
5. Another Bad Love (P. Smyth, Z. Smith) - 3:35

## Közreműködők
- Rick Chertoff – producer
- Michael Christopher – hangmérnök
- Ivan Elias – basszusgitár
- Ray Gomez – gitár, háttérének
- Nicky Kalliongis – hangmérnök
- Benjy King – billentyűsök, háttérének
- Rahni Kugel – háttérének
- Frankie LaRocka – dobok
- Keith Mack – gitár, háttérének
- Vini Poncia – producer
- Bob Schaper – társproducer, hangmérnök
- Paul Shaffer – billentyűsök
- Zack Smith – gitár, háttérének
- Liz Smyth – háttérének
- Patty Smyth – ének
- Harry Spiridakis – hangmérnök